# Jan Gutt
Jan Gutt, właściwie Jan Gut-Mostowy (ur. 1 maja 1886 w Poroninie, zm. 8 sierpnia 1941 w Stanisławowie) – polski lekarz, właściciel prywatnej kliniki ginekologiczno-położniczej w Stanisławowie, żołnierz 1 i 2 Dywizji Armii Polskiej gen. Hallera, uczestnik walk o Lwów, zapaśnik-amator.

## Życiorys
Urodził się w Poroninie w rodzinie Pawła Guta-Mostowego i Wiktorii z Chowańców. Miał ośmiu braci i dwie siostry. Uczył się w Gimnazjum św. Jacka w Krakowie i za namową Stanisława „Zbyszka” Cyganiewicza wstąpił do sekcji zapaśniczej Towarzystwa Gimnastycznego „Sokół”. W klasie maturalnej trafił na jeden rok do wojska austriackiego, a konkretnie do stacjonującej pod Kopcem Kościuszki 7 kompanii 20 regimentu. Na skutek odkrycia przez zwierzchników jego korespondencji z serbskim opozycjonistą Vojislavem Tankosiciem, zdecydował się uciec z Galicji. Przez kilka lat błąkał się po Europie, imając się różnych zajęć. Był w rosyjskiej Ufie (pracował jako tłumacz niemieckiego), Katowicach, Mittweidzie (uczył się w szkole inżynierskiej), Paryżu, Brukseli i Neumühl (pracował w kopalni).
W 1910 r. trafił do Szwajcarii i rozpoczął studia medyczne na Uniwersytecie w Zurychu. Wkrótce wystąpił o szwajcarskie obywatelstwo i przeniósł się na Uniwersytet w Bazylei. Aby zarobić na studia, w czasie wakacji występował jako zapaśnik na arenach cyrkowych w Szwajcarii, a także w Anglii, Hiszpanii i Włoszech. Walczył w masce, aby ukryć swój proceder przed władzami uczelni. Po ukończeniu studiów z tytułem doktora nauk medycznych specjalizował się w zakresie ginekologii i położnictwa w szwajcarskich klinikach. W 1917 r. rozpoczął pracę jako asystent w swojej specjalizacji na Uniwersytecie w Paryżu.
25 marca 1918 r. zgłosił się do gen. Józefa Hallera, organizującego wojsko polskie we Francji. Współtworzył służbę medyczną 1 i 2 Dywizji Armii Polskiej, brał udział w obronie Lwowa. Na początku 1920 r., z uwagi na znajomość języków obcych, został oddelegowany do pełnienia funkcji oficera łącznikowego przy misji francusko-angielskiej w Galicji Wschodniej. Został zdemobilizowany w 1922 r.
Osiadł w Stanisławowie, gdzie w 1920 r. wziął ślub z Izabelą Stygar, córką komisarza rządowego miasta Antoniego Stygara. Mieli troje dzieci: Joannę, Andrzeja i Annę. W Stanisławowie rozpoczął praktykę lekarską, a w latach 1925–1934 prowadził własną klinikę ginekologiczno-położniczą. Kontynuował także karierę zapaśniczą i szkolił zawodników. Jego wychowankiem był m.in. Max Krauser, kilkukrotny mistrz Europy. W 1928 r. Gutt został wyznaczony do polskiej reprezentacji na Letnie Igrzyska Olimpijskie w Amsterdamie, ale z niewiadomych powodów na nie nie pojechał.

## Okoliczności śmierci
1 września 1939 r. został zmobilizowany i skierowany do pracy w szpitalu wojskowym. 17 września, po wkroczeniu do miasta wojsk radzieckich, wrócił do pracy w swojej specjalizacji. 7 sierpnia w Stanisławowie pojawili się Niemcy, którzy w nocy z 8 na 9 sierpnia dnia rozpoczęli masowe aresztowania miejscowej inteligencji. Jan Gutt został aresztowany 13 sierpnia. Według zeznań świadków, komendant miejscowego Gestapo SS-Haupsturmfürrer Hans Krüger złożył mu propozycję nie do odrzucenia. Jako osoba ciesząca się dużym poważaniem wśród Hucułów, miał wspomóc swoim autorytetem tworzenie miejscowego odpowiednika Goralenvolku. Słysząc propozycję Krügera, Jan Gutt plunął mu w twarz i został zagryziony przez dwa owczarki niemieckie. Pochowano go prawdopodobnie w masowym grobie w Czarnym Lesie w pobliżu Stanisławowa.